# Вільям Каруш
Вільям Каруш (англ. William Karush; 1 березня 1917, Чикаго, США - 22 лютого 1997, Лос-Анджелес, США) — американський математик, професор-емерит університету штату Каліфорнія в Нортриджі.
Відомий завдяки доведенню необхідних умов вирішення задачі нелінійного програмування — Умови Каруша-Куна-Такера. Умови були сформульовані в дипломній роботі (1939), доведені в дисертації (1942), потім перевідкриті Гарольдом Куном і Альбертом Такером (1951).

## Вибрані роботи
- Webster’s New World Dictionary of Mathematics, 1989
- On the Maximum Transform and Semigroups of Transformations, 1998, співавтор Річард Беллман
- The crescent dictionary of mathematics, 1962
- Isoperimetric problems & index theorems, 1942
- Minima of functions of several variables with inequalities as side conditions, 1939